# Comuna de Sobótka
Sobótka (polaco: Gmina Sobótka) é uma gminy (comuna) na Polónia, na voivodia de Baixa Silésia e no condado de Wrocławski. A sede do condado é a cidade de Sobótka.
De acordo com os censos de 2004, a comuna tem 12 325 habitantes, com uma densidade 91,1 hab/km².

## Área
Estende-se por uma área de 135,35 km², incluindo:
- área agrícola: 68%
- área florestal: 21%

## Demografia
Dados de 30 de Junho 2004:
|                      | Total   | Total | Mulheres | Mulheres | Homens  | Homens |
| -------------------- | ------- | ----- | -------- | -------- | ------- | ------ |
|                      | pessoas | %     | pessoas  | %        | pessoas | %      |
| População            | 12 325  | 100   | 6344     | 51,5     | 5981    | 48,5   |
| Densidade (pop./km²) | 91,1    | 100   | 46,9     | 46,9     | 44,2    | 44,2   |

De acordo com dados de 2002, o rendimento médio per capita ascendia a 1370,06 zł.

## Comunas vizinhas
- Jordanów Śląski, Kąty Wrocławskie, Kobierzyce, Łagiewniki, Marcinowice, Mietków